# Sussidi ambientali in Italia
Per sussidi ambientali in Italia si intendono incentivi, agevolazioni, finanziamenti agevolati ed esenzioni dai tributi. Inoltre è necessario distinguere in
- sussidi diretti (on-budget) che permettono di mantenere i prezzi per il consumatore al di sotto dei livelli di mercato o di mantenere i prezzi al di sopra per i produttori o riduce i costi per entrambi.
- sussidi indiretti (off-budget) che attraverso esenzioni o sconti fiscali puntano a creare differenti livelli di tassazione per favorire tecnologie meno inquinanti.

I SAD o sussidi ambientali dannosi sono tutte le misure incentivanti, sotto forma di incentivi diretti e indiretti, sconti sulle tasse, finanziamenti che intervengono su beni o lavorazioni per ridurre il costo di utilizzo di fonti fossili o di sfruttamento delle risorse naturali, si pensi al finanziamento di un’autostrada o agli sconti sulle tasse per l’utilizzo di benzina e gasolio nei trasporti, nel riscaldamento e nelle industrie, tali da incoraggiare attività economiche che abbiano un impatto negativo sull’ambiente.

## Catalogo dei sussidi ambientalmente dannosi e dei sussidi ambientalmente favorevoli
La legge italiana del 28 dicembre 2015 n.211 è stata una apripista nel campo delle politiche ambientali in Europa: pochi anni prima l’ONU aveva posto tra i 169 target da raggiungere entro il 2030 quello di “razionalizzare gli inefficienti sussidi ai combustibili fossili che incoraggiano lo spreco” e aveva invitato gli Stati a realizzare al più presto l’obiettivo. Lo stato italiano rispose con tale legge e in particolare con l’art. 68, con cui incaricava il Ministero dell’Ambiente e della tutela del territorio e del mare a predisporre annualmente un “Catalogo dei sussidi ambientalmente dannosi e dei sussidi ambientalmente favorevoli”, conosciuto come il Catalogo, in modo da creare una solida base teorica su cui costruire un nesso tra fiscalità ambientale e politiche ambientali, fissando aree di intervento sulla fiscalità ambientale e aree di riduzione delle spese fiscali. Il tutto è finalizzato all’analisi della struttura, degli obiettivi, della validità ed efficacia dei sussidi, così da permettere di delineare politiche ambiziose ed efficienti: esempio è il documento di valutazione “chi inquina paga” del 2017 del Senato, per cui a una valutazione dei costi esterni ambientali segue una proporzionale applicazione delle imposte ambientali da versare in ogni settore confrontando anche l’ammontare delle agevolazioni fiscali e degli altri sussidi dannosi ambientali, e soprattutto un altro esempio è la politica di contrasto alle SDA. 
Il Catalogo al suo interno distingue tre tipologie di sussidio:
- SAD : per l’OCSE è la misura che aumenta i livelli di produzione dell’inquinamento con un maggior uso della risorsa naturale e con un incremento dei rifiuti.
- SAF : sono sussidi che hanno come finalità l’ambiente o effetti ad esso favorevoli.
- Incerto : misure di cui non si riesce a inquadrare l’effetto.

Riguardo alla qualificazione di un sussidio in una di queste categorie, il dibattito internazionale è impegnato da anni a capirne la differenza e si dibatte su una possibile rimozione delle SDA e rafforzamento delle SFA, in particolare è al centro dell’attenzione la rimozione dei sussidi energetici ai combustibili fossili. Pur non essendoci ancora un metodo univoco per individuarli, il Catalogo propone di focalizzare l’attenzione su determinati punti quali il monitoraggio delle politiche di spesa pubblica, fiscale e di regolazione tariffaria, oltre che dei costi esterni ambientali che producono le attività economiche.
L’OCSE ha individuato precise motivazioni per cui è necessario individuare ed eliminare i SDA: 
- alcuni sussidi sono stati riconosciuti come economicamente inefficienti e distorsivi del mercato.
- alcuni sussidi possono provocare danni ambientali sia direttamente, incentivando un’attività ambientalmente dannosa, sia indirettamente, riducendo il costo di un’attività che usa un input inquinante.
- alcuni danni possono non essere limitati al confine nazionale ma avere effetti transnazionali.
- un SAD sottrae risorse per altri scopi pubblici.

Però l’OCSE sottolinea anche la difficoltà di individuazione e la complessità di una loro eventuale modifica poiché strumenti multi-dimensionali, cioè con ricadute tanto sull’economia quanto sulla società e sull’ambiente. Per questo motivo si suggeriscono diversi metodi di inquadramento tra cui il primo e più usato è il quickscan. 
Il quickscan è uno schema preciso di individuazione di tutti i sussidi in un determinato ambito, identificazione di quelli dannosi e formazione di un piano di riforma che verrà presentato ai vari paesi e che permetterà loro di sviluppare pacchetti di riforme efficaci e puntuali. Si pensi ai sopra citati sussidi per i combustibili fossili: una volta riconosciuti come dannosi, i paesi aderenti all’APEC e i paesi del G20 hanno preso impegni espliciti per eliminarli del tutto nel medio termine.
Un altro possibile metodo che si presta in modo efficace nel campo dei sussidi è il DPSIR (Driving-force-pressare-state-impact), che invece punta a definire un legame tra la natura e l’impatto ambientale del sussidio tenendo conto tanto dell’evoluzione sociale, economica, demografica della società quanto dell’impatto sull’ambiente e sulla popolazione.
Questa attività di inquadramento dei SAD prevede dunque valutazioni attente di 
- politica di spesa pubblica con processi di greening di spesa.
- politica fiscale.
- monitoraggio costante dei costi esternamente ambientali delle attività economiche, infatti nel 2017 se ne sono rilevati per un ammontare di 16.2 miliardi di euro e il 97% è costituito da scali fiscali erogati anche a beneficio delle attività più inquinanti come il settore della raffinazione o la metallurgia, rendendo manifesto il fenomeno definito user pays, secondo cui paga chi non produce direttamente l’inquinamento, difatti nel catalogo si dice che le famiglie pagano il 70 % in più dei loro costi esterni ambientali mentre le industrie pagano il 26% in meno[11].

## Agevolazioni
Le agevolazioni sono strumenti finanziari che rientrano nella categoria del trattamento fiscale di favore. Hanno carattere derogatorio rispetto al sistema tributario generale perché hanno come obiettivo la tutela di interessi e il raggiungimento di finalità esterne al prelievo e raggiungibili solo con la concessione di vantaggi fiscali, per cui vengono compressi i fondamentali principi di uguaglianza e di capacità contributiva e si parla di imposizioni con finalità extrafiscali. 
In particolare l’agevolazione ambientale consiste in un sostegno dato per realizzare interessi pubblici di cui sia chiara la finalità di tutela ambientale, in modo tale che possa essere razionalmente inquadradrabile in determinati principi presenti in Costituzione che permettano di effettuare un giudizio di bilanciamento con il principio di capacità contributiva contenuto nella costituzione italiana e con il principio generale europeo di non discriminazione fiscale, risultando così un principio ad essi pari ordinato. Il problema ambientale è da anni al centro delle politiche fiscali europee ed è pacificamente considerato un bene giuridico da proteggere, ma per poter giustificare un’alterazione dei criteri di riparto dei carichi pubblici, i cui benefici sono in termini di ecosostenibilità, occorre per molti una oggettiva risultanza tecnoscientifica che permetta di superare il vaglio di costituzionalità basato su un giudizio di ragionevolezza e congruità.
Sul piano europeo il problema si pone sul piano della violazione del principio di non discriminazione fiscale, basato sull’idea di uguaglianza, unito al divieto di aiuti di Stato, entrambi inderogabili; tra le varie agevolazioni, quella a scopo ambientale è l’unica a godere di un’applicazione meno rigida del principio, infatti la Commissione nell’esercitare le azioni di controllo si basa principalmente sul rispetto del principio di proporzionalità: un’agevolazione è considerata proporzionale se il risultato non si poteva raggiungere con un aiuto di minore entità e solo se tale aiuto era strettamente necessario per raggiungere l’obiettivo. In questo modo si fa salvo il principio della libera concorrenza, da cui deriva il principio di non discriminazione fiscale, e si evitano pericolose distorsioni del mercato che spesso hanno portato la Corte di Giustizia a dichiarare l’illegittimità di provvedimenti nazionali in materia ambientale.